# Argophyllum grunowii
Argophyllum grunowii är en tvåhjärtbladig växtart som beskrevs av Alexander Zahlbruckner. Argophyllum grunowii ingår i släktet Argophyllum och familjen Argophyllaceae. Inga underarter finns listade i Catalogue of Life.